# Plectranthias intermedius
Plectranthias intermedius är en fiskart som först beskrevs av Kotthaus, 1973.  Plectranthias intermedius ingår i släktet Plectranthias och familjen havsabborrfiskar. Inga underarter finns listade i Catalogue of Life.